# ابریگادا
ابریگادا (به پرتغالی: Abrigada) یک سکونتگاه مسکونی در پرتغال است که در Alenquer Municipality واقع شده‌است.

## خصوصیات
ابریگادا ۳۹٫۲۳ کیلومترمربع مساحت و ۳٬۴۱۶ نفر جمعیت دارد.